# ガブリエル・ルフィアン
ガブリエル・ルフィアン・ロメロ（Gabriel Rufián Romero, 1982年2月8日 - ）は、スペイン・カタルーニャ州バルセロナ県サンタ・クローマ・ダ・グラマネート出身の政治家。カタルーニャ共和主義左翼(ERC)所属。2016年からスペイン下院議員を務めている。

## 経歴
父親や祖父はアンダルシア地方出身である。1982年、ガブリエル・ルフィアンはカタルーニャ州バルセロナに生まれた。プンペウ・ファブラ大学で労働関係の学士号を取得し、さらに人事労務管理の修士号を取得した。
カタルーニャ民族主義を掲げる政党であるカタルーニャ共和主義左翼(ERC)のほかには、カタルーニャ州の独立を目指す市民団体であるカタルーニャ国民会議(ANC)やスマテのメンバーでもある。2015年スペイン議会総選挙ではカタルーニャ共和主義左翼を指揮し、6議席増の9議席を獲得して第6党となった。2016年スペイン議会総選挙では前回選挙と同じ9議席を獲得して第5党となり、自身もバルセロナ県選挙区からスペイン下院議員に選出された。
スペイン政府がアヌビス作戦の一環として何人かのカタルーニャの政治家を逮捕すると、2017年9月20日には2017年カタルーニャ独立住民投票の実施を支持し、スペインのマリアーノ・ラホイ首相に対して「その汚い手をカタルーニャの機関から離せ」と述べた。後にはアヌビス作戦に対する抗議のために、他のカタルーニャ人政治家数人とともに議会を離れた。2018年9月、スペインのホセ・マリア・アスナール元首相に対するクエスチョンタイムを行った。